# Szkoła Książęca
Szkoła Książęca (niem. Fürstenschule) – szkoła krajowa dla chłopców utworzona  na podstawie rozporządzenia z dnia 21 maja 1543 roku wydanego przez księcia Maurycego Wettyna.
Powstały wtedy trzy szkoły krajowe, w których studenci uniwersytetu w Lipsku i uniwersytetu w Wittenberdze przed immatrykulacją mieli uzyskać jednolite przygotowanie nie zawsze zapewniane przez szkoły miejskie.
W zsekularyzowanych klasztorach św. Afra w Miśnii i św. Marii w Pforta koło Naumburgu zostały otworzone pierwsze dwie szkoły książęce jeszcze w 1543 roku. Trzecia powstała w 1550 roku, w byłym klasztorze  św. Augustyna w Grimma. Z przekazanymi przez lokalnych władców budynkami i gruntami należącymi do klasztorów szkoły te dysponowały  od razu dobrymi warunkami.
Zadaniem tych szkół było wykształcenie następców nauczycieli i urzędników administracyjnych. Do szkół przyjmowani byli chłopcy w wieku 11 lub 12 lat z rodzin szlacheckich, mieszczańskich i chłopskich.
Istotny wpływ na postać szkoły wywierali przede wszystkim  doradca książęcy  Georg von Komerstadt i Johhannes Rivius, który w 1544 roku został mianowany na inspektora saksońskich szkół książęcych.
Na wzór tych trzech szkół powstały inne, z których niektóre również przyjęły nazwę szkół książęcych np. Szkoła Książęca w Schwerinie (założona w 1553 roku przez księcia Jana Albrechta, w Heilsbronnie (założona na miejscu zamkniętego klasztoru w 1582 roku przez margrabię Jerzego Fryderyka Hohenzollerna, Joachimsthalsches Gymnasium (założone w 1607 roku w Joachimsthal w Brandenburgii.
Dla uczniów z niezamożnych domów utrzymanie było w dużym zakresie bezpłatne. O przyjęciu decydowała tylko stałość w wierze, talent i pilność. Uczniowie otrzymywali humanistyczne wykształcenie z języka  łacińskiego, greckiego, hebrajskiego, historii oraz arytmetyki i muzyki. W szkołach tych panowała ostra klasztorna dyscyplina.
Założenie szkół książęcych było bez wątpienia odważnym krokiem w rozwoju oświaty w albertyńskiej Saksonii, która świadczy o dużej dalekowzroczności 22-letniego księcia Maurycego. Szkoły te były wzorem dla wielu innych szkół. Przez stulecia ich istnienia wielu wybitnych przedstawicieli życia duchowego do nich uczęszczało np. Christian Fürchtegott Gellert, Friedrich Gottlieb Klopstock, Gotthold Ephraim Lessing, Friedrich Nietzsche.